# Darien (Wisconsin)
Darien é uma vila localizada no estado norte-americano de Wisconsin, no Condado de Walworth.

## Demografia
Segundo o censo norte-americano de 2000, a sua população era de 1572 habitantes.
Em 2006, foi estimada uma população de 1606, um aumento de 34 (2.2%).

## Geografia
De acordo com o United States Census Bureau tem uma área de
3,3 km², dos quais 3,3 km² cobertos por terra e 0,0 km² cobertos por água.

## Localidades na vizinhança
O diagrama seguinte representa as localidades num raio de 16 km ao redor de Darien.